# Axel Tape
Axel Tape-Kobrissa, né le 10 août 2007 à Bondy (Seine-Saint-Denis), est un footballeur français qui évolue au poste de défenseur central au Bayer Leverkusen.

## Biographie

### Carrière en club
Tape est un pur produit du centre de formation du Paris Saint-Germain. Initialement formé au poste de milieu de terrain, il évolue principalement en défense centrale avec les moins de 19 ans du club parisien. Au cours de la saison 2024-2025, il participe à tous les matchs de son équipe lors de la Youth League.
Le 21 novembre 2024, Tape est convoqué pour la première fois dans le groupe professionnel du PSG à l'occasion de la 12e journée de Ligue 1 contre Toulouse, en raison de plusieurs absences en défense. Il fait ses débuts professionnels en tant que titulaire le 15 janvier 2025 lors des 32es de finale de la Coupe de France face au FC Espaly.
Le 11 juin 2025, il signe au Bayer Leverkusen.

### Carrière en sélection
En novembre 2024, Tape est sélectionné pour la première fois en équipe de France des moins de 18 ans par le sélectionneur Landry Chauvin. Il participe à deux matchs amicaux face à la Turquie puis face aux Pays-Bas les 13 et 16 novembre 2024 (deux défaites 1-0),.

## Statistiques

### En club
| Saison                | Club                  | Championnat           | Championnat | Championnat | Championnat | Coupe(s) nationale(s) | Coupe(s) nationale(s) | Coupe(s) nationale(s) | Compétition(s) continentale(s) | Compétition(s) continentale(s) | Compétition(s) continentale(s) | Compétition(s) continentale(s) | Total | Total | Total |
| Saison                | Club                  | Division              | M.          | B.          | P.d.        | M.                    | B.                    | P.d.                  | Comp.                          | M.                             | B.                             | P.d.                           | M.    | B.    | P.d.  |
| 2024-2025             | Paris Saint-Germain   | Ligue 1               | 2           | 0           | 0           | 1                     | 0                     | 0                     | -                              | -                              | -                              | -                              | 3     | 0     | 0     |
| 2025-2026             | Bayer Leverkusen      | Bundesliga            | 0           | 0           | 0           | 1                     | 0                     | 0                     | -                              | -                              | -                              | -                              | 1     | 0     | 0     |
| Total sur la carrière | Total sur la carrière | Total sur la carrière | 2           | 0           | 0           | 2                     | 0                     | 0                     | -                              | 0                              | 0                              | 0                              | 4     | 0     | 0     |

## Palmarès
Paris Saint-Germain
- Championnat de France :
  - Champion : 2025